# KNVB Beker 1933/34
Het seizoen 1933/34 van de Holdertbeker was de 29ste editie van de Nederlandse voetbalcompetitie met als inzet de Holdertbeker. Velocitas won de beker, door in Utrecht in de finale Feijenoord na verlenging met 3-2 te verslaan.

## Kwartfinale
| Thuis          | Uitslag | Uit         | Bijzonderheden                         |
| -------------- | ------- | ----------- | -------------------------------------- |
| Bleijerheide   | 1-2     | NAC         |                                        |
| Quick Den Haag | 0-1     | Feijenoord  |                                        |
| Velocitas      | 4-2     | Excelsior   |                                        |
| VSV            | 1-1     | Stormvogels | Stormvogels als uitspelende ploeg door |

## Halve finale
|             | Uitslag |            | Bijzonderheden      |
| ----------- | ------- | ---------- | ------------------- |
| NAC         | 2-4     | Feijenoord | Terrein Feijenoord  |
| Stormvogels | 0-1     | Velocitas  | Terrein UVV Utrecht |

## Finale
|                    |                                                               |                            |                              |                                                                            |
| 23 juni 1934 19:00 | Velocitas                                                     | 3 – 2 (2 – 2, 0 – 0) n. v. | Feijenoord                   | Lage Weide (UVV), Utrecht Toeschouwers: 5.000 Scheidsrechter: Hans Boekman |
| 23 juni 1934 19:00 | Jaap Peterse 84' (e.d.) Otto Bonsema 87' Fré van de Velde 91' |                            | 77' Piet Burg 80' Bas Paauwe | Lage Weide (UVV), Utrecht Toeschouwers: 5.000 Scheidsrechter: Hans Boekman |

| Velocitas | Feijenoord |

| Velocitas:     |  |                  |     |
|                |  |                  |     |
| GK             |  | Jo Kolthof       |     |
| FB             |  | Jan Heideveld    |     |
| FB             |  | Wim Pots         |     |
| LM             |  | Jan Huizeling    |     |
| CM             |  | Arend Luppes     |     |
| RM             |  | Geert Fransen    |     |
| LB             |  | Herman Mohrmann  | 15' |
| LB             |  | Fré van de Velde |     |
| CF             |  | A.J. Nuininga    |     |
| RB             |  | Otto Bonsema     |     |
| RB             |  | Eppie Meulema    |     |
| Wisselspelers: |  |                  |     |
| LB             |  | Piet Mulder      | 15' |
| Coach:         |  |                  |     |
| Bob Jefferson  |  |                  |     |

| Feijenoord:  |  |                  |
|              |  |                  |
| GK           |  | Adri van Male    |
| FB           |  | Jaap Peterse     |
| FB           |  | Janus Bul        |
| LM           |  | Joop van Ooijen  |
| CM           |  | Bas Paauwe       |
| RM           |  | Jaap Paauwe      |
| LB           |  | Jan Linssen      |
| LB           |  | Puck van Heel    |
| CF           |  | Jan de Greef     |
| RB           |  | Manus Vrauwdeunt |
| RB           |  | Piet Burg        |
| Coach:       |  |                  |
| Eddy Donaghy |  |                  |

Seizoenen: 1898/99 · 1899/00 · 1900/01 · 1901/02 · 1902/03 · 1903/04 · 1904/05 · 1905/06 · 1906/07 · 1907/08 · 1908/09 · 1909/10 · 1910/11 · 1911/12 · 1912/13 · 1913/14 · 1914/15 · 1915/16 · 1916/17 · 1917/18 · 1918/19 · 1919/20 · 1920/21 · 1921/22 · 1922/23 · 1923/24 · 1925 · 1925/26 · 1926/27 · 1927/28 · 1928/29 · 1929/30 · 1930/31 · 1931/32 · 1932/33 · 1933/34 · 1934/35 · 1935/36 · 1936/37 · 1937/38 · 1938/39 · 1939/40 · 1940/41 · 1941/42 · 1942/43 · 1943/44 · 1944/45 · 1945/46 · 1946/47 · 1947/48 · 1948/49 · 1949/50 · 1950/51 · 1951/52 · 1952/53 · 1953/54 · 1954/55 · 1955/56 · 1956/57 · 1957/58 · 1958/59 · 1959/60 · 1960/61 · 1961/62 · 1962/63 · 1963/64 · 1964/65 · 1965/66 · 1966/67 · 1967/68 · 1968/69 · 1969/70 · 1970/71 · 1971/72 · 1972/73 · 1973/74 · 1974/75 · 1975/76 · 1976/77 · 1977/78 · 1978/79 · 1979/80 · 1980/81 · 1981/82 · 1982/83 · 1983/84 · 1984/85 · 1985/86 · 1986/87 · 1987/88 · 1988/89 · 1989/90 · 1990/91 · 1991/92 · 1992/93 · 1993/94 · 1994/95 · 1995/96 · 1996/97 · 1997/98 · 1998/99 · 1999/00 · 2000/01 · 2001/02 · 2002/03 · 2003/04 · 2004/05 · 2005/06 · 2006/07 · 2007/08 · 2008/09 · 2009/10 · 2010/11 · 2011/12 · 2012/13 · 2013/14 · 2014/15 · 2015/16 · 2016/17 · 2017/18 · 2018/19 · 2019/20 · 2020/21 · 2021/22 · 2022/23 · 2023/24 · 2024/25 · 2025/26
Finales: 2013 · 2014 · 2015 · 2016 · 2017 · 2018 · 2019 · 2020 · 2021 · 2022 · 2023 · 2024 · 2025
Nederland: Eredivisie · Eerste divisie · Tweede divisie · Derde divisie/Topklasse · KNVB Beker
Europa: Champions League · Europa Cup I · Europa Cup II · Europa League · UEFA Cup · Jaarbeursstedenbeker · Intertoto Cup